# Aldehuela de Grío
La Aldehuela de Grío es una localidad española del municipio de Santa Cruz de Grío, perteneciente a la provincia de Zaragoza, en la comunidad autónoma de Aragón.

## Geografía
Situada a 78 km de Zaragoza y a 950 m de altitud. Hoy día pertenece al municipio de Santa Cruz de Grío, de la que dista 2 km, en la comarca de Valdejalón. El acceso al pueblo solo se puede realizar desde una carretera de tierra desde Santa Cruz de Grío. Su disposición es en forma de cuesta, ya que se encuentra en una ladera. Su código postal es 50324.

## Historia
A mediados del siglo XIX, la villa, por entonces con ayuntamiento propio, tenía contabilizada una población de 55 habitantes. Aparece descrita en el primer volumen del Diccionario geográfico-estadístico-histórico de España y sus posesiones de Ultramar de Pascual Madoz de la siguiente manera:

ALDEHUELA DE TOVER: v. con ayunt. de la prov. aud. terr. y c. g. de Zaragoza (12 leg.), part. jud. y adm. de rent. de Calatayud (4 1/2), dióc. de Tarazona (15): sit. en una pendiente á la inmediacion de la Sierra de Visor y del r. Grio, goza de buena ventilacion, alegre cielo, atmósfera despejada y clima saludable: tiene 13 casas de mala fáb. distribuidas en dos calles, y una igl. parr. bajo la advocacion de S. Bartolomé, servida por un cura y un sacristan que éste nombra: el curato es de entrada y de provision ordinaria; pero su presentacion corresponde al cabildo de la igl. colegial del santo sepulcro de Calatayud: el edificio es de tapia y tiene 64 pies de largo por 18 de ancho: hay una fuente de aguas de escelente calidad, pero de poco caudal. Confina el térm. por el N. con el de Sta. Cruz, por el E. con el r. Grio, por el S. con el de Tover, y Viver de Visor, y por el O. con el de Salices, estondiéndose en todas direcciones 1/4 de hora poco mas ó menos. El terreno parte llano y parte montuoso y quebrado es de mediana calidad y escaso de aguas: con las que se recogen de los valles se consigue regar algunos trozos en los que se cultivan olivos: 200 yugadas de tierra son las que se hallan roturadas, de las cuales las mejores se encuentran en lo mas hondo; el arbolado se reduce á un carrascal de 40 yugadas que está bastante bien surtido, y abunda tambien en yerbas de pasto. Prod.: vino, aceite, poco grano y toda clase de legumbres: pobl.: 12 vec.: 55 alm.: cap. prod.: 124,624 rs.: cap. imp.: 7,500 rs.: contr.: 2,054 rs. 10 mrs. El presupuesto municipal asciende á 1,286 rs. vn. que se cubren con el prod. de los propios y por reparto vecinal.
(Madoz, 1845, p. 515)

Quedó deshabitada hacia la década de 1960 a causa del éxodo rural.

## Patrimonio
En la parte baja lo más destacable es una fuente con forma de capilla, mientras que en la parte de arriba se encontraba la iglesia, realizada entre los siglos XIII y XIV, y de la que aún conserva el retablo. Todos los demás bienes fueron trasladados a la parroquia de Santa Cruz de Grío. 